# 증평군
증평군(曾坪郡)은 대한민국 충청북도의 군이다. 동쪽으로는 괴산군, 서쪽으로는 진천군, 남쪽으로는 청주시, 북쪽에는 음성군과 경계를 이루고 있다. 1949년에 괴산군 증평면이 증평읍으로 승격하였다. 1990년에 충청북도 증평출장소가 설치되었고, 2003년 괴산군으로부터 분리되어 증평군으로 승격하였다. 군청 소재지는 증평읍이고, 행정구역은 증평읍과 도안면의 1읍 1면으로 보통 군 소속의 1개면 정도 면적이다. 1읍 1면은 행정구역으로는 가장 작은 체제다. 증평군의 면적은 81.84 km2다. 수도권에 있는 지자체를 제외하고 전국에서 가장 작은 지자체인 계룡시 면적 60.76 km2와 울릉군의 72.56 km2보다는 크다.

## 역사
- 1914년: 전국적인 행정구역의 폐합이 이루어질 때 청안군에 소속됐던 전체가 괴산군으로 합쳐지게 되자 청안군 남면의 26개리와 청안군 북면의 2개리, 청안군 읍내면의 회룡리, 청주군 산외2면의 초중리, 금대리의 일부와 월경, 청유 2개리를 병합하여 증천(曾川)과 장평(莊坪)의 두 이름에서 하나씩의 글자를 떼어 붙여 증평면이라 이름하여 괴산군 증평면이 됐다.
- 1949년 8월 13일: 증평면이 인구 증가로 증평읍으로 승격되었다.
- 1966년 1월 1일: 증평리에서 교동리·중동리·대동리를 나누어 법정리로 함에 따라 당초 11개리에서 3개리가 늘어나 14개리로 구성됐다.
- 1973년 7월 1일: 청원군 북이면 초중리를 증평읍에 편입하여 법정리가 15개리로 됐다.
- 1990년 12월 31일: 괴산군 증평읍, 도안면을 관할로 충청북도 증평출장소가 설치되었다.[1]
- 2002년 1월 2일: 증평리의 인구증가로 신동리·창동리·내성리·장동리·증천리를 법정리로 분리함에 따라 20개의 법정리를 관할하게 됐다.
- 2003년 8월 30일: 증평출장소가 증평군으로 승격하여 괴산군에서 분리되었다.[2] (1읍 1면)

## 지리
증평군의 동서간의 거리는 22.0km, 남북간의 거리는 33.77km로 남북으로 긴 군이다. 증평군은 충청북도 북서부에 위치한다. 동쪽과 서쪽으로는 낮은 구릉지로, 동쪽으로는 괴산군 청안면, 사리면과 서쪽으로는 이성산을 경계로 청주시 청원구 내수읍·북이면과 각각 접하고 있으며, 남쪽으로는 좌구산을 경계로 청주시 상당구 미원면과 접하고, 북쪽으로는 원남제와 409.5m 고지, 북서쪽으로는 두타산에 의해 음성군 원남면과 경계를 이룬다.
증평읍에서 청주시까지는 철도로 25.24km, 도로로 21.9km, 충주시까지는 철도로 46.1km, 도로로 47.9km, 제천시까지는 철도로 85.5km, 도로로 95.0km이다. 그리고, 서울시까지는 충북선과 경부선에 의한 철도로 166.4km이고, 중부고속도로 증평 나들목에서 하남 나들목까지가 95.0km이다.
충청북도의 시군 중 유일하게 다른 도와 경계를 맞닿고 있지 않는 것이 특징이다.

## 행정 구역

증평군 행정 지도

1읍 1면의 행정구역으로 이루어져 있다. 증평군의 면적은 81.84km2로 충청북도 시·군 중에서 관할 면적이 가장 작다. 2017년 7월 31일을 기준으로 증평군의 주민등록 인구는 16,534세대, 37,627명이고, 그 중 94% 이상이 증평읍에 거주한다.
| 읍면동 | 한자   | 인구   | 세대   | 면적  |
| ------ | ------ | ------ | ------ | ----- |
| 증평읍 | 曾坪邑 | 35,498 | 15.517 | 55.40 |
| 도안면 | 道安面 | 2,129  | 1,017  | 26.43 |

## 군청
- 현재 군청 소재지는 충청북도 증평군 증평읍이다.

## 관광
- 증평민속체험박물관
- 좌구산휴양림
- 율리휴양촌
- 좌구산천문대
- 증평대장간
- 보강천 생태공원

### 특산물
- 증평 선애삼
- 장뜰쌀
- 단호박
- 증평 막걸리
- 홍삼포크

## 교통
증평군은 국도 제36호선과 국도 제34호선과 충북선 철도가 동서로 통과해 교통이 편리하다. 증평 나들목을 통해 중부고속도로로 연결되며, 충북선 증평역은 모든 무궁화호 열차가 정차한다. 증평군이 독립함으로써 괴산군에는 철도가 지나지 않게 되었다.면적이 다른 시군에 비해 너무 작아서 자체 시내버스 업체는 없고 인근의 청주시와 음성군,진천군,괴산군의 시내버스가 지나간다.
- 버스 : 증평시외버스터미널
- 도로 : 증평군의 도로 목록

## 산업

### 산업별 종사자 현황
2014년 증평군 산업의 총 종사자 수는 11,955명으로 충청북도의 총 종사자 수의 1.9%를 차지하고 있다. 농업 임업 및 어업(1차산업)은 53명으로 0.4%의 비중을 차지하고 있고 광업 및 제조업(2차산업)은 4,049명으로 33.9%의 비중으로 차지하고 상업 및 서비스업(3차산업)은 7,853명으로 65.7%의 비중을 차지한다. 2차산업은 충청북도 전체의 비중(28.9%)보다 높고 3차 산업은 충청북도 전체 비중(70.8%)보다 낮다. 3차산업 부문에서는 도소매업(13.8%), 숙박 및 음식점업(10.7%)과 교육서비스업(7.9%), 문화 및 기타서비스업(7.5%)이 큰 비중을 차지하고 있다.

## 교육 기관
- 국공립대학교

|  | - 한국교통대 |

- 고등학교

|  | - 증평공업고등학교 | - 증평정보고등학교 |  |

- 중학교

|  | - 증평여자중학교 | - 증평중학교 | - 형석중학교 |

- 초등학교

|  | - 도안초등학교 | - 삼보초등학교 | - 죽리초등학교 | - 증평초등학교 |

## 자매 도시
- 대한민국 충청남도 계룡시
- 대한민국 경상북도 영양군
- 미국 인디애나주 인디애나폴리스
- 중국 장쑤성 롄윈강시 관난현